# 友達光電
友達光電股份有限公司（英語：AUO Corporation），簡稱友達光電，公司前身達碁科技成立於1996年8月，2001年與聯友光電合併後更名為友達光電，2006年再度併購廣輝電子。經過兩次合併，友達得以擁有製造完備大中小尺寸面板的各世代生產線。友達光電為TFT-LCD設計、製造及研發公司，2008年起進軍綠能產業，提供客戶高效率太陽能解決方案。
友達光電為一家以技術為動力、充滿熱忱的公司，致力將創新推至極致，發展具有先進技術含量的產品和解決方案服務。凝聚集團的實力，友達旗下涵蓋顯示科技、系統解決方案、智慧製造、醫療照護與綠色能源等五大事業領域。友達總部位於台灣，營運據點遍及亞洲、美國與歐洲，目前全球員工約38,000人。2021年合併營業額為新台幣3,706.9億元。
友達專精面板研發與製造，開發高值化及差異化產品應用，以豐沛的研發能量與創新技術穩居業界領先地位，並以深厚的顯示技術為核心，結合AIoT致力成為各場域的解決方案商。整合軟硬體、雲端與服務平台，我們提供一站式服務，滿足多元場域應用需求，提供包含零售、教育、企業、醫療、照護、移動、製造與能源等場域解決方案。期望透過合作、互補、共創的模式與各界夥伴共築智慧物聯網生態圈，引領實現未來智慧生活。

## 歷史
友達光電原名為達碁科技，成立於1996年8月。
2000年9月，在臺灣證券交易所掛牌上市（臺證所：2409）。
2001年9月，與聯友光電合併後更名為友達光電。
2002年5月，在紐約證券交易所掛牌上市（NYSE：AUO）。
2006年10月與廣輝電子合併，經過兩次合併，友達得以擁有製造完備大中小尺寸面板的各世代生產線。
2019年9月向紐約證券交易所(NYSE)申請友達ADR下市
2021年合併營業額為新台幣3,706.9億元。目前公司全球員工達38,000人，營運據點遍布台灣、中國大陸、日本、新加坡、韓國、美國及歐洲等全球各地。
2024年併購德國Behr-Hella Thermocontrol GmbH
2024年成立子公司「友達智慧移動股份有限公司」

## 業務

### 核心技術
友達擁有完整的3.5代至8.5代生產線，提供涵蓋各類顯示器應用之面板。友達以全方位顯示技術與多元化產品組合，致力成為完整解決方案的提供者。我們提供客戶軟硬體系統整合、少量多樣客製化產品、穩定可靠的品質以及智慧服務等，與客戶共創更高附加價值。

### 新事業領域 - 太陽能、大健康及循環經濟
友達進軍綠能產業，提供高可靠度與高品質太陽能解決方案，包含高效率太陽能模組、全方位電廠建置服務以及高度整合的能源管理服務平台。同時發揮全球營運之資訊系統管理能力，以智慧養老為切入點，發展軟硬整合的智慧照護新事業，攜手安養中心推出互聯網及智慧照護方案。而友達累積之資深廠房運轉實務經驗，更發展出全方位水處理及智能化控制技術，以整合輸出的方式，提供客戶永續相關解決方案。

### 專利
友達著重人才的培育及技術的創新，2002年於竹科成立之「友達科技中心」，為臺灣最大光電研發中心，現有超過2,500名專業研發工程師。
友達擁有雄厚的研發實力與專利數量，截至2019年10月，累積專利申請量已達26,200件，獲核准之全球專利總數超過19,200件。

## 企業社會責任
友達以永續經營為目標。2014年成立「永續委員會」。在公司治理部分，友達重視員工照顧、股東權益、營運透明度、風險管理、即時資訊揭露等面向，自2010年起連續入選道瓊世界永續性指數成份股。
友達也將綠色承諾落實於生產流程、廠房建置、能源回收再利用等各環節，2015年更於龍潭廠區正式啟用全台首座自主設計整合之製程用水全回收系統，積極發展廢水全回收技術，主動向政府主管機關提出廢水零排放全回收計畫，2015年底完成運轉。
社會關懷部分，推廣光電科普教育、於全台廠區成立志工社團關懷弱勢、推動員工一日薪「永續素養獎學金」募款。
友達以永續經營為企業核心理念，投入公司治理、環境永續、科普教育、文化保存、社會關懷等實質行動。自2010年起，連續每年名列道瓊世界永續性指數，亦自2018年起連續每年入選彭博性別平等指數。
2022 年加入由氣候組織和碳揭露專案提出的「RE100」倡議，承諾於2050年全面使用再生能源以及淨零碳排，為首家加入的顯示器製造公司。
獲世界經濟論壇評選為「全球燈塔工廠」，也獲美國製造協會「製造領導獎」。

## 廠房分布
臺灣：
- 桃園華亞科學園區3.5代廠、5代廠
- 桃園龍潭科技園區6代廠
- 桃園龍潭渴望園區4代廠、5代廠
- 新竹新竹科學工業園區3.5代廠

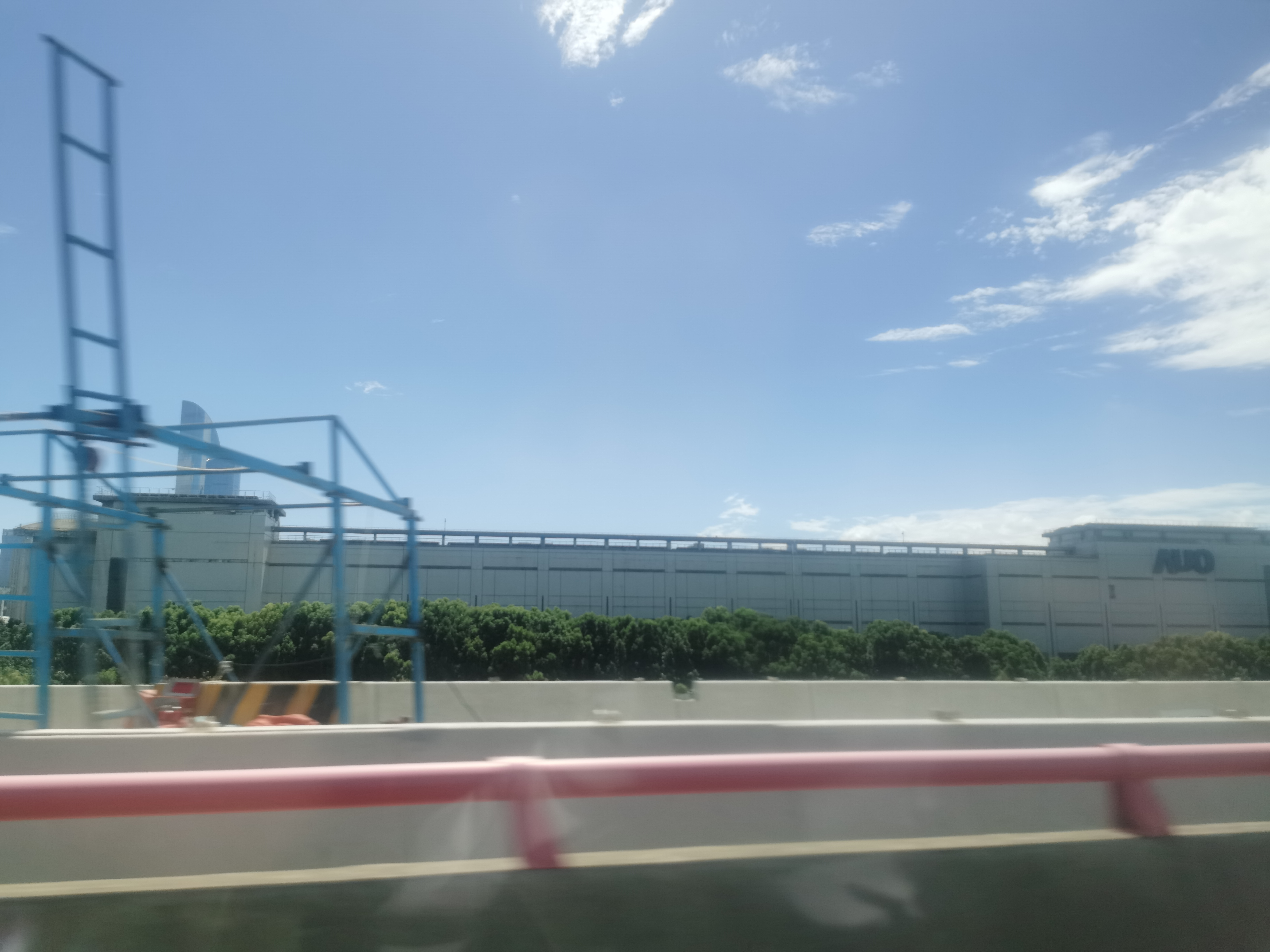
友达光电在苏州工业园区的厂房

- 臺中臺中科學工業園區5代廠、6代廠、7.5代廠、8.5代廠
- 台南台南科技工業園區CF 4.5代廠
- 高雄高雄科學園區CF 5代廠

 中国大陆：
- 蘇州蘇州工業園區S01代廠、S02代廠、S06代廠
- 廈門S11代廠、S16代廠
- 崑山6代廠

 新加坡：
- 4.5代廠

## 大事記
- 2001年9月 聯友光電及達碁科技合併，更名為友達光電
- 2002年5月 友達光電以代號AUO，於紐約證券交易所 （New York Stock Exchange）掛牌上市
- 2006年10月 正式併購廣輝電子
- 2008年12月 正式進軍綠能產業，提供客戶高效率太陽能解決方案
- 2009年3月 中科8.5代廠榮獲全球首座LEED金級認證TFT-LCD廠房
- 2009年6月 與四川長虹公司合資設立模組廠
- 2010年4月 與TCL合資設立後段模組廠
- 2010年5月 與美國SunPower共同投資馬來西亞太陽能電池廠
- 2010年7月 收購日本東芝移動顯示新加坡子公司AFPD Pte., Ltd. 100%股權
- 2011年5月 后里8.5代廠房榮獲全球首座LEED白金級認證
- 2011年6月 全球第一家獲得ISO 50001 驗證製造廠房
- 2012年2月 友達與日本出光興産株式會社締結OLED策略聯盟
- 2012年7月 獲得全球第一張ISO 14045 產品生態效益認證
- 2013年3月 發表全台首見廢水全回收技術
- 2013年6月 后里8.5 代廠房榮獲全台首座綠建築廠房類鑽石級認證
- 2013年11月 榮獲2013/2014 Ocean Tomo 300®專利指數肯定
- 2014年4月 開創太陽能電廠營運新模式，設立星河能源股份有限公司
- 2014年5月 永續報告書榮獲台灣首家製造業GRI G4 認證殊榮
- 2014年9月 連續五年入選道瓊世界永續性指數成份股
- 2015年5月 購入台灣凸版國際彩光100%股權
- 2015年5月 名列台灣證交所第一屆公司治理評鑑排名前5%企業
- 2016年5月 榮獲第12屆《遠見》企業社會責任獎－以「全台第一座100％製程水回收廠房」，獲環境友善組楷模獎
- 2016年7月 友達55吋極窄邊框拼接牆顯示器榮獲2016年中科優良廠商創新產品獎
- 2017年9月 榮獲四項2017平面顯示器元件產品技術獎
- 2018年1月 友達光電獲台灣唯一入選彭博性別平等指數
- 2018年8月 友達光電榮獲天下CSR企業公民獎十大標竿企業
- 2019年3月 友達光電榮獲首屆臺灣循環經濟獎
- 2019年9月 友達光電連續10年入選道瓊永續指數
- 2020年11月 友達獲全球首發面板業UL 3600循環係數認證
- 2020年12月 友達9.4吋高解析度柔性Micro LED顯示器 榮獲「2020年新竹科學工業園區創新產品獎」
- 2021年5月 友達獲頒全台首張ISO 46001水資源效率管理系統驗證
- 2021年5月 成立子公司達擎，專注工業及商業應用面板解決方案
- 2021年9月 獲得世界經濟論壇肯定入選「全球燈塔工廠」，引領製造業 4IR 轉型加速
- 2022年2月 友達活化專利智財布局 獲選科睿唯安全球百大創新機構殊榮
- 2022年3月 友達加入 RE100 倡議 宣示 2050 年全面使用再生能源

## 轉投資與子公司及關係企業
- AUO Display Plus|達擎股份有限公司 （页面存档备份，存于）
- 友達數位科技服務股份有限公司 （页面存档备份，存于）
- *友達宇沛永續科技股份有限公司 （页面存档备份，存于）
- 友達頤康股份有限公司
- 友達晶材股份有限公司
- 創利空間Space4M （页面存档备份，存于）
- ComQi （页面存档备份，存于）
- JohnRyan （页面存档备份，存于）
- 佳世達科技
- 明基電通
- 達運精密工業股份有限公司
- 富采投資控股 （页面存档备份，存于）

## 相關
- 李焜耀
- 面板五虎
- 明基電通
- 明基友達集團
- 日本显示器

## 外部連結
- （英文）（繁體中文）友達光電（页面存档备份，存于）
- 友達光電股份有限公司 - 台灣公司資料